# Cabrespine
Cabrespine é uma comuna francesa na região administrativa de Occitânia, no departamento de Aude. Estende-se por uma área de 17,56 km². Em 2010 a comuna tinha 177 habitantes (densidade: 10,1 hab./km²).